# Gerber Catena
La Gerber Catena è una struttura geologica della superficie di Cerere.